# Tatsunori Hisanaga
Tatsunori Hisanaga (jap. 久永 辰徳, Hisanaga Tatsunori; * 23. Dezember 1977 in der Präfektur Kagoshima) ist ein ehemaliger japanischer Fußballspieler.

## Karriere
Hisanaga erlernte das Fußballspielen in der Schulmannschaft der Kagoshima Jitsugyo High School. Seinen ersten Vertrag unterschrieb er 1996 bei Avispa Fukuoka. Der Verein spielte in der höchsten Liga des Landes, der J1 League. Für den Verein absolvierte er 118 Erstligaspiele. Am Ende der Saison 2001 stieg der Verein in die J2 League ab. 2002 wurde er an den Erstligisten Yokohama F. Marinos ausgeliehen. 2002 wurde er mit dem Verein Vizemeister der J1 League. Für Yokohama absolvierte er 20 Erstligaspiele. 2003 kehrte er zu Avispa Fukuoka zurück. 2004 wurde er an den Ligakonkurrenten Ōmiya Ardija ausgeliehen. 2004 wurde er mit dem Verein Vizemeister der J2 League und stieg in die J1 League auf. Für den Verein absolvierte er 101 Spiele. 2007 kehrte er nach Avispa Fukuoka zurück. 2010 wechselte er zu Volca Kagoshima. Ende 2010 beendete er seine Karriere als Fußballspieler.

## Erfolge
Yokohama F. Marinos
- J1 League

Vizemeister: 2002